# Uhrsleben
Uhrsleben ist ein Ortsteil der Gemeinde Erxleben im Landkreis Börde in Sachsen-Anhalt.

## Geografie

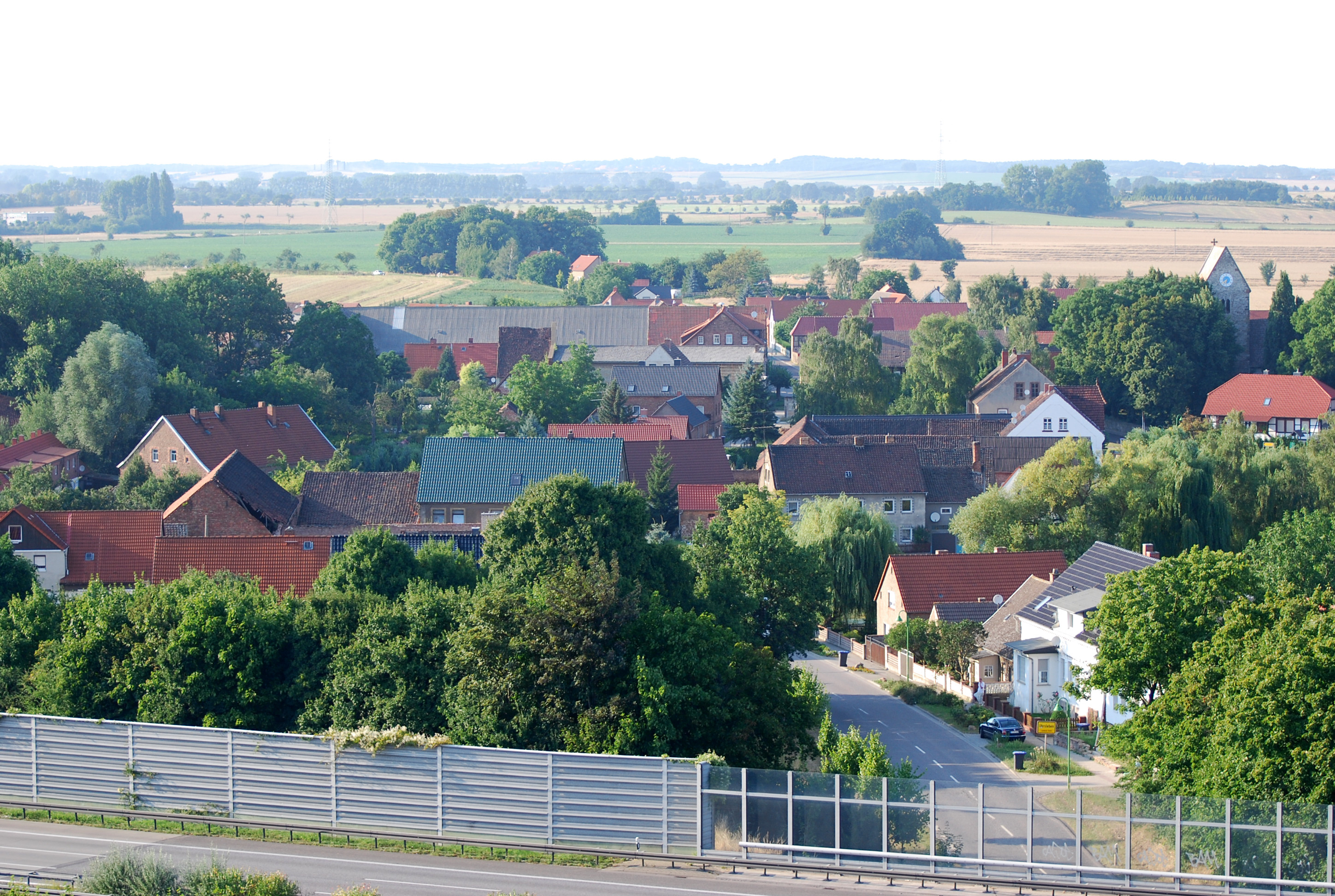
Blick auf Uhrsleben

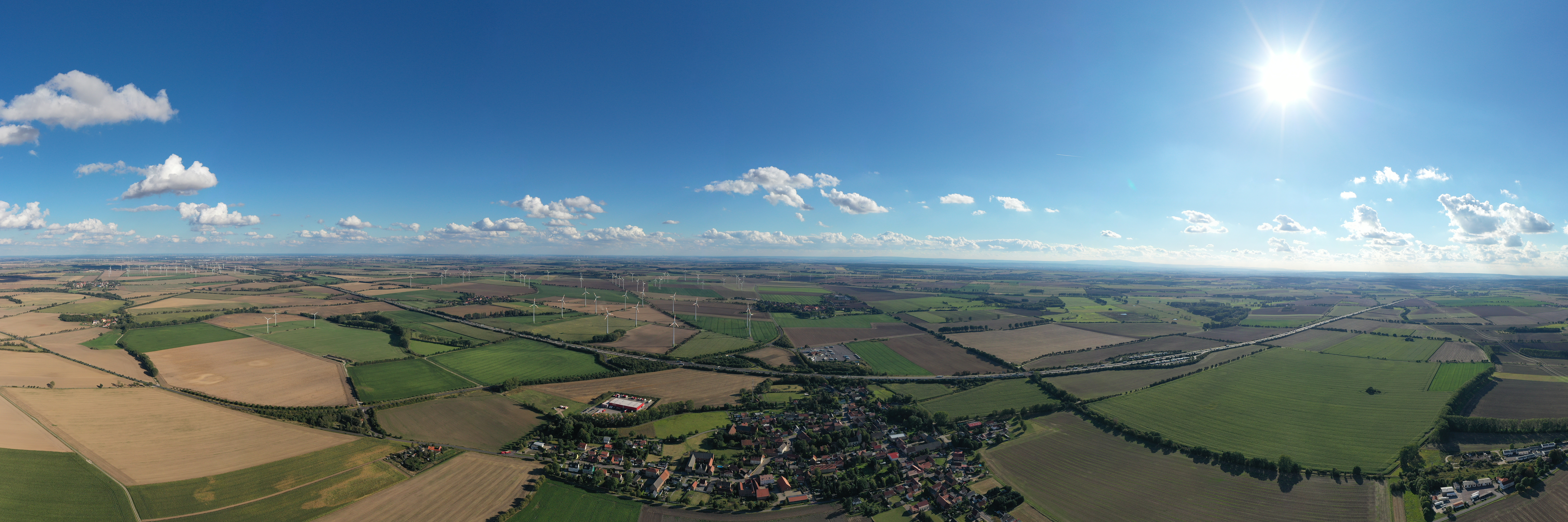
Blick über Uhrsleben, BAB2, Seelsches Bruch in Richtung Harz & Brocken

Uhrsleben liegt etwa 14 km südwestlich von Haldensleben. Das Dorf zeigt in der Anordnung seiner Gehöfte deutlich den ehemaligen Rundling, bei dem der Friedhof mit der Kirche den Mittelpunkt bildete. Jetzt führen von dem ehemaligen Kern eine Straße ostwärts nach Alvensleben, eine zweite nach Erxleben im Norden; beide Straßen sind zunächst von Häusern eingefasst. Zwei Dorfteiche liegen vor dem Ort im Osten und Süden. Eine Landstraße führt im Süden nach Hakenstedt. Westlich von Uhrsleben dehnt sich das Seelsche Bruch aus.

## Geschichte

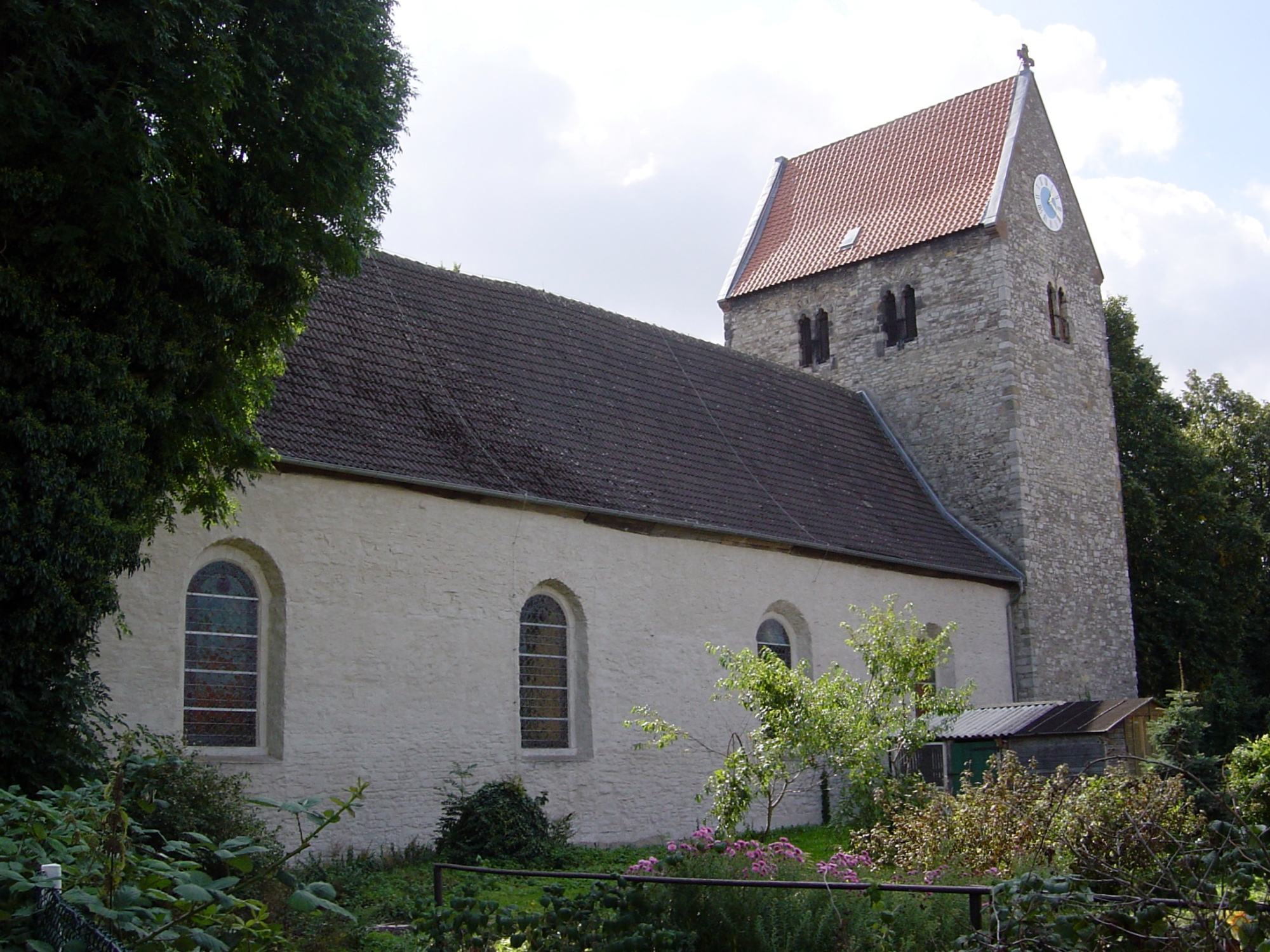
Sankt-Petri-Kirche

Uhrsleben wird in Urkunden der beiden sächsischen Kaiser Otto I. und Otto II. im 10. Jahrhundert unter den Ortschaften des Nordthüringgaus als „Urleba“ aufgeführt. Am 19. März 1051 verlieh Kaiser Heinrich III. den Bischöfen von Brandenburg „auf Veranlassung und Bitte und der ihm treu geleisteten Dienste Dankwards, Bischof von Brandenburg, willen demselben und seinen Nachfolgern die Markt- und Zollrechtigkeit und den Distrikt im Orte ‚Ursleve‘ im Nord Thüringengau in der Grafschaft des Grafen Lothar gelegen, nebst allem Zubehör, Zinsen zu freiem und von keinem Herzoge, Grafen oder Markgrafen zu behinderndem Besitze.“ Diese Rechte wurden 1161 von Kaiser Friedrich I. und 1188 von Papst Clemens III. Bestätigt. Die Marktsiedlung lag im Bereich der heutigen Gatze und der Kirchstraße und wurde durch die Anlage des Rittergutes Uhrsleben und der Kirche dominiert.
Als Grund für die Marktrechtverleihung wird häufig die Straße von Braunschweig angeführt, die weiterhin über Ostingersleben, Uhrsleben und Groppendorf verlief. Plausibel ist aber auch eine andere Erklärung: Nachdem die Brandenburger Bischöfe infolge des Slawenaufstandes von 983 all ihre ostelbischen Besitzungen verloren hatten, lag der verbliebene Besitz auf dem Gebiet der heutigen Magdeburger Börde. Wahrscheinlich ist zudem, dass die Bischöfe einen zeitweiligen Wohnsitz in Uhrsleben hatten. Die Bezeichnung des Platzes „ob der burg“ könnte dafür ein Anhaltspunkt sein. Durch die Nachfrage der Brandenburger Bischöfe nach gewissen Luxusgütern könnten Händler angezogen worden sein, die durch Abgaben wiederum auch eine Einnahmequelle für die Landesherren darstellten. Der zumindest zeitweilige wirtschaftliche Erfolg Uhrslebens lässt sich daran festmachen, dass der Ort 1270 als „oppidum“ also Stadt bezeichnet wurde. Zur selben Zeit wurde mit dem Bau des Rittergutes begonnen.
Nach 1270 allerdings entwickelte sich Uhrsleben bis in die regionale Bedeutungslosigkeit zurück und fiel in einen dörflichen Zustand. In diese Zeit fällt auch der Interessensverlust der Brandenburger Bischöfe am Ort, nachdem diese ihre eigenen Diözesen Zurückerwerben konnten. Ob die Handelsstraße währenddessen einen anderen Verlauf eingeschlagen hat oder sich Magdeburg und Helmstedt der Konkurrenz erledigt haben, die Uhrsleben darstellte, kann nicht zweifelsfrei als Erklärung für den Niedergang herangezogen werden.
Die Besitzungen gingen nun Schritt für Schritt an die v. Alvensleben, bis ihnen 1398 alles mit Ausnahme von zwölf Hufen (Lehen der Bischöfe von Brandenburg) gehörte. Die Landeshoheit lag beim Erzbischof von Magdeburg. Als die v. Alvensleben zum Ende des 15. Jahrhunderts brandenburgische Dienstleute wurden, ging auch die Landeshoheit auf die Markgrafen über. Seitdem gehörte Uhrsleben bis 1806 zur Altmark. Darauf folgt die westfälische Zwischenherrschaft. Während dieser gehörte das Dorf zum Kanton Erxleben im Distrikt Haldensleben des Elbdepartments. Im Jahre 1643 überließ Joachim II. von Alvensleben das Rittergut mit Ausnahme der Schäferei, seinem Vetter Busse aus Zichtau und dessen unmündigen Brudersöhnen wiederkäuflich für 13000 Thaler.
Uhrsleben wurde mehrfach durch Kriege und Brände verwüstet und teilweise zerstört. So plünderten etwa Bürger von Halberstadt 1411 und 1428 den Ort, auf Grund eines Streits mit den v. Alvensleben. 1626 brach die Pest im Dorf aus. Weiterhin ist für das Jahr 1644 belegt, dass hessische Truppen unter General Heise während des Dreißigjährigen Krieges Kirche, Pfarre, Schule und 13 Höfe einäscherten. Im Ort wurde nämlich 1539 die Reformation eingeführt. Brände sind für die Jahre 1747 und 1825 bekannt. Der Wiederaufbau nach letzterem Brand erfolgte zum Teil an der Straße nach Erxleben, wodurch die Kirchstraße entstand. 1837 wurde die Bockwindmühle Uhrsleben nordöstlich es Ortes erbaut. Ein Brand im Jahr 1854 zerstörte die Stallanlagen des Rittergutes.
Die Dorfkirche St. Petri wird das erste Mal im Jahr 1311 erwähnt. Aufgrund eines vermauerten Rundbogenfensters im romanischen Feldsteinmauerwerk der Nordwand des Kirchenschiffes, geht man davon aus, dass ein Teil des Gebäudes wahrscheinlich vom Ende des 10. Jahrhunderts stammt. Das Kirchenpatronat lag bis 1945 bei den Alvensleben auf Schloss Erxleben II. In der St. Petrikirche erinnern alte Grabsteine und um 1910 gestiftete Wappenfenster an die Familie. Im Jahr 1454 wird eine weitere Kirche erwähnt, die sogenannte Osterkirche. Die Gerichtsbarkeit über den Ort und seine Einwohner ging 1650 an Erxleben über. Über die eigene Gerichtsbarkeit erinnert noch das alte Gemeindesiegel, das einen Schlüssel mit der Umschrift „Richter und Schöppen zu Uhrsleben“ trägt.

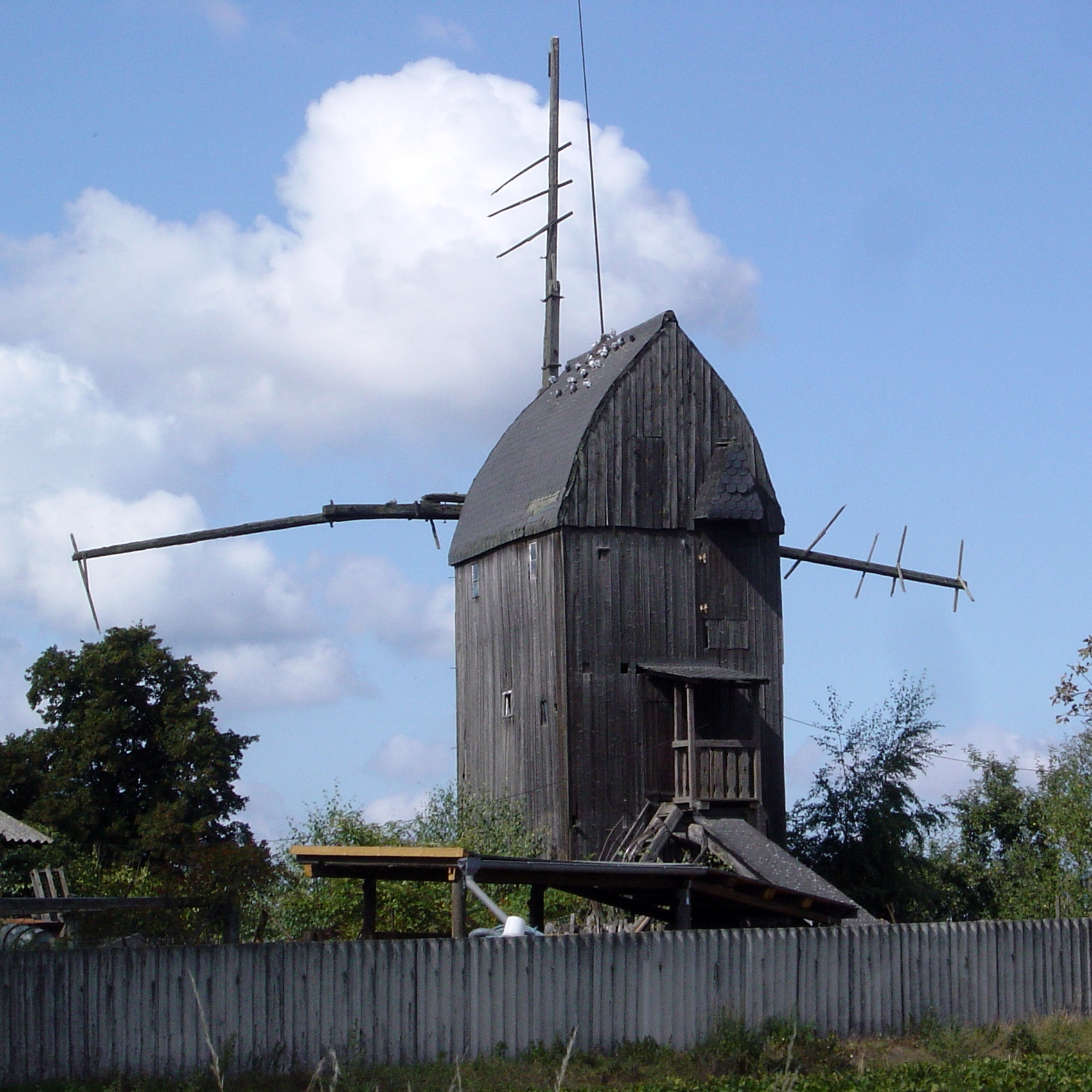
Bockwindmühle Uhrsleben

1899 wurde die Freiwillige Feuerwehr des Ortes gegründet. Der Gutsbezirk Uhrsleben wurde am 30. September 1928 mit der Landgemeinde Uhrsleben vereinigt. Am Friedhof östlich des Ortes wurde 1945 ein alter Gedenkstein gefunden. Dieser Gedenkstein wird als Mordkreuz bezeichnet und steht unter Denkmalschutz.
Am 1. Januar 2010 wurden die bis dahin selbständigen Gemeinden Uhrsleben, Bartensleben, Bregenstedt (31. Dezember 2009) und Hakenstedt nach Erxleben eingemeindet.

### Namensgebung
Die Silbe „lebe“ oder „leve“ ist abzuleiten von dem Wort „leiba“, das soviel bedeutet wie Nachlass oder Erbe, und wird auf die Wanderung der Angeln zurückgeführt. Diese verließen um 200 n. Chr. ihre Sitze an der Unterelbe und wanderten in die Magdeburger Börde und die angrenzenden Gebiete westlich der Elbe.

## Mythen

### Die Glocke von Uhrsleben
An die Sage der versunkenen Stadt Sela erinnert auch der Glaube des Volkes, dass an der Stelle, wo sich einst der Selische See befand, eine große Glocke gefunden wurde.

Diese hängt jetzt auf dem Kirchturm des Dorfes Uhrsleben bei Erxleben.
Bei Kantor Bock (1920, S. 234) findet sich hierzu folgendes Gedicht:
Aus des Sees tiefem, tiefen Grunde

Klangen Abendglocken dumpf und matt,

und sie gaben wunderbare Kunde

Von des alten schönen Dorfes Statt.
In dem See ging plötzlich es zu Grunde,

Doch die Trümmer blieben unten stehn,

Und man hat zu mancher, mancher Stunde

Selschens lieblich Bild dort einst gesehen.
Und der Fischer, der den Zauberschimmer

Oftmals sah im hellen Abendrot,

Von dem Dorf erzählt er warnend immer,

Weil es gottlos, ward’s gestraft von Gott.

### Der Ochsenberg bei Uhrsleben
Johann und Wilhelm Grimm erzählen die Sage in den Deutschen Sagen wie folgt.
In der Alten Mark, nicht weit vom zertrümmerten Schloss Alvensleben, liegt ein großes, wacker lustiges Dorf, mit Namen Ursleben. Einen Büchsenschuss hinter dem Dorf steht ein großer See, genannt Brock (Bruch), an dessen Stätte war vor alten Zeiten ein schönes Schloss, das hernach unterging, und seitdem war das große Wasser aufgekommen. Nämlich es sollen alle Leute drinnen versunken sein, ausgenommen eine einzige Edeljungfer, die ein Traum kurz vorher warnte. Als nun das Vieh und die Hühner sonderlich traurige Zeichen eines bevorstehenden großen Unglücks laut werden ließen, setzte sich diese Jungfrau auf einen Ochsen und ritt davon. Mit genauer Not erreichte sie einen dabei gelegenen Hügel, hinter ihr drein sank das Schloss zusammen, und wie sie, auf dem Ochsen sitzend, sich vom Hügel umsah, war das Gewässer überall aufgestiegen. Davon heißt der Hügel noch Ossenberg bis auf den heutigen Tag.
Die Grimms geben als Quelle Johannes Praetorius an, der die Sage nach der mündlicher Überlieferung seiner Mutter Ilse erzählt, die in der Gegend gebürtig war.

## Gedenkstätten
- Grabstätten auf dem Ortsfriedhof für Kriegsgefangene bzw. Zwangsarbeiter, die während des Zweiten Weltkrieges nach Deutschland verschleppt und Opfer von Zwangsarbeit wurden.

## Politik

### Bürgermeister
Der letzte Bürgermeister der Gemeinde Uhrsleben war Klaus-Dieter Rzejak (FDP).

### Wappen
Das Wappen wurde am 30. März 1998 durch das Regierungspräsidium Magdeburg genehmigt.
Blasonierung: „In Blau ein von zwei sechsstrahligen goldenen Sternen beseiteter goldener Schlüssel mit kleeblattförmigem, durchbrochenem Schließblatt und mit nach links unten gekehrtem Bart, unter dem Schlüsselschaft eine goldene Scheibe.“
Die Farben der Gemeinde waren Gold (Gelb) – Blau.
Die Gestaltung basiert auf dem 1995 der Gemeinde verliehenen Bildsiegel, dessen Ursprung ein weitaus älteres Bildsiegel (Taufstein der Kirche zu Uhrsleben) war. Es zeigte einen eigenartig geformten Schlüssel, beseitet von zwei sechsstrahligen Sternen. Die Form des Schlüssels entnahm man einer Gravur am Taufstein der Uhrsleber Kirche.
Das Wappen wurde von dem Magdeburger Heraldiker Ernst Albrecht Fiedler gestaltet.

### Flagge
Die Flagge ist Gelb - Blau gestreift (Querflagge: Streifen von links nach rechts, Hissflagge: Streifen von oben nach unten verlaufend) mit dem aufgelegten Wappen der Gemeinde.

## Verkehr
Zur Bundesstraße 245, die Eilsleben mit Haldensleben verbindet, sind es in östlicher Richtung etwa 500 m. Die Bundesautobahn 2 (Anschlussstelle 65 Eilsleben) wird nach 800 m erreicht.
Die Landesstraße 25 die Weteritz mit Uhrsleben verbindet, endet hier.
Der Bahnhof Erxleben-Uhrsleben lag an der Bahnstrecke Haldensleben–Eilsleben, welche stillgelegt ist.

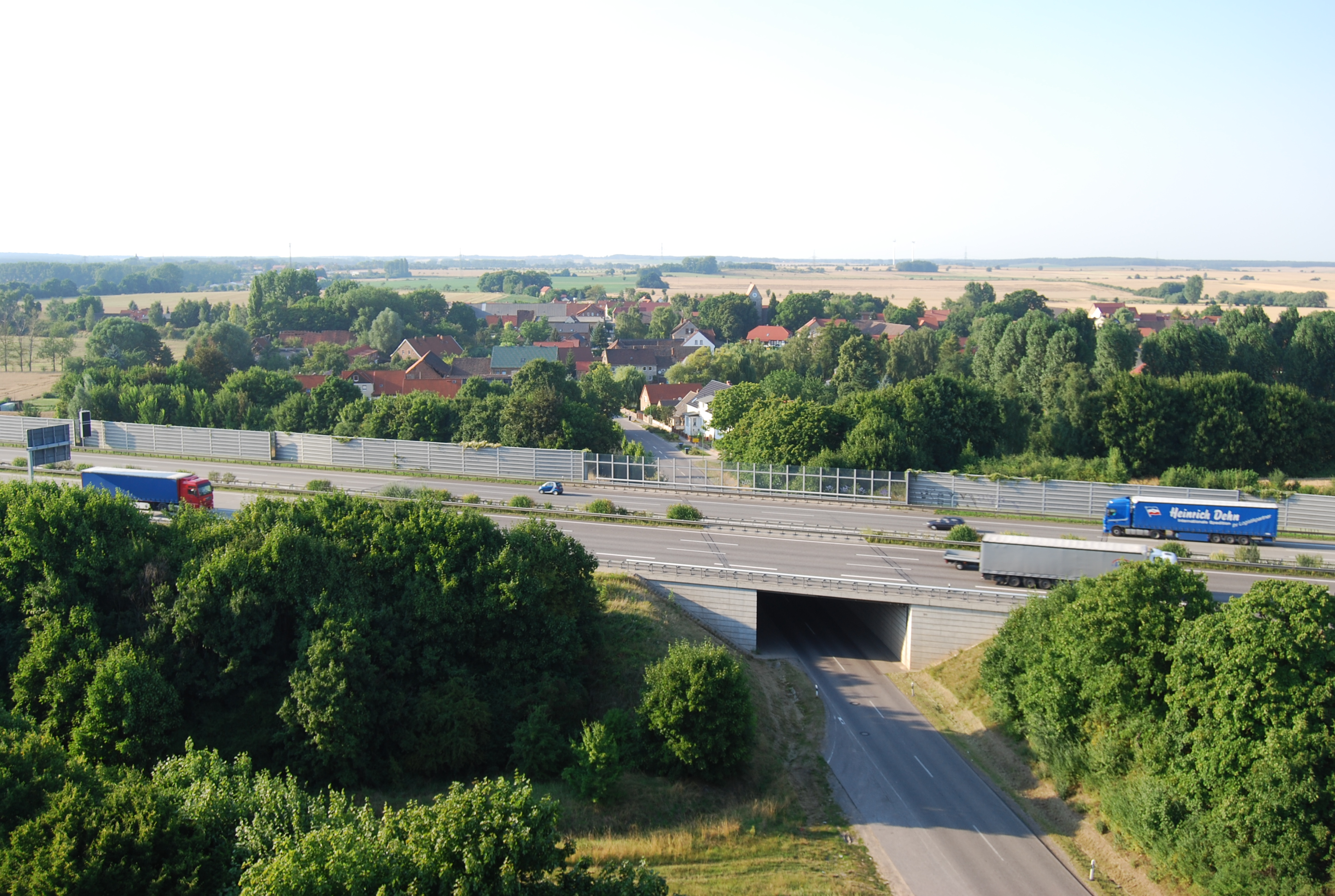
Ausblick über Uhrsleben und die BAB2
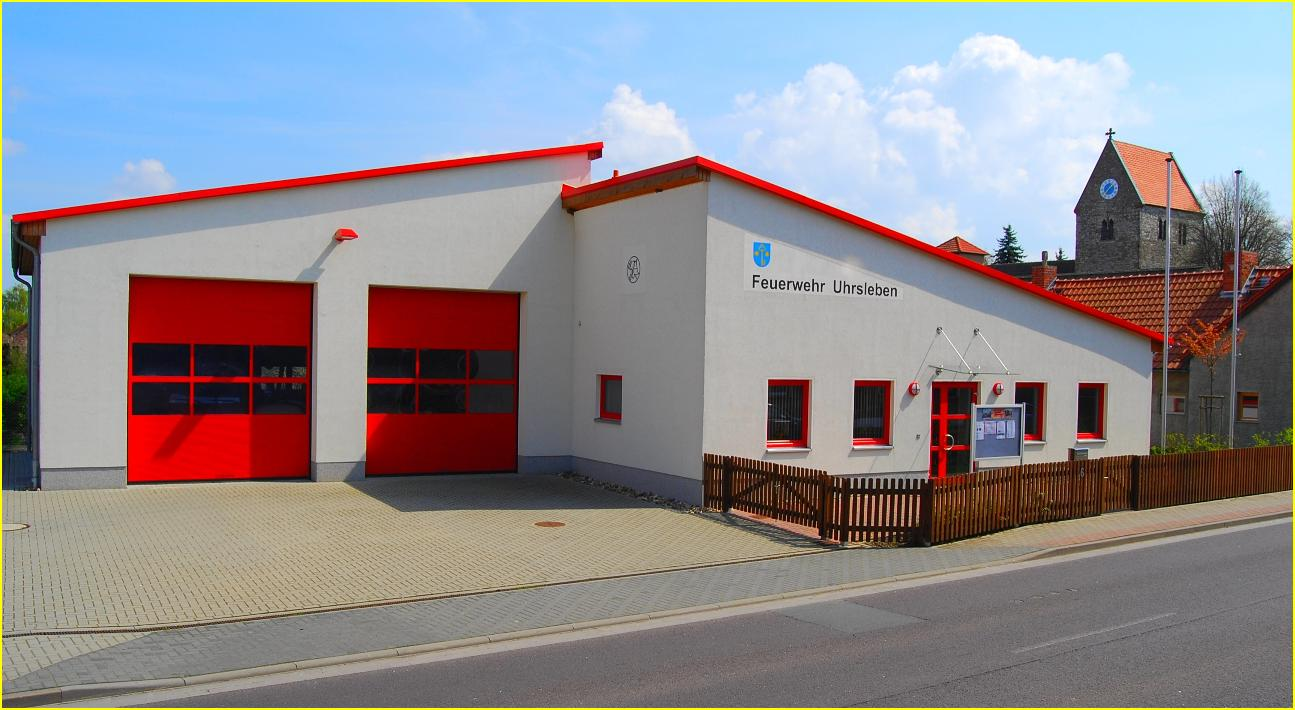
Feuerwehrhaus Freiwillige Feuerwehr Uhrsleben
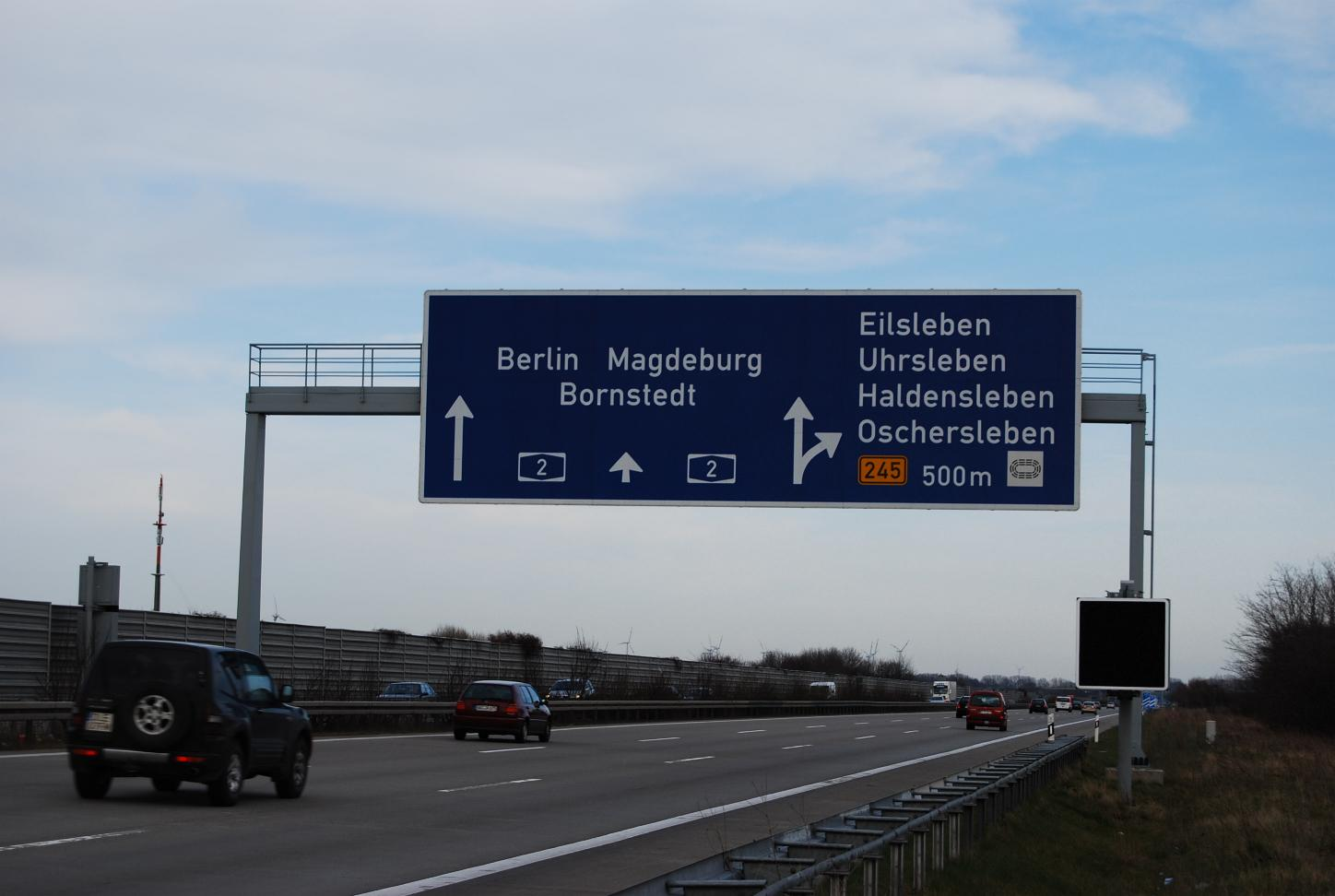
BAB2 AS 65 Eilsleben/Uhrsleben km 114,0 Richtung Berlin